# Феррара, Чиро
Чи́ро Ферра́ра (итал. Ciro Ferrara; 11 февраля 1967, Неаполь) — итальянский футболист, известный по выступлениям за «Наполи», «Ювентус» и сборную Италии в 1980-х — 2000-х гг. С 4 июня 2009 года по 29 января 2010 года работал главным тренером «Ювентуса».

## Клубная карьера
Воспитанник клуба «Наполи» из родного города, выступал в нём девять лет на взрослом уровне, затем перешёл в туринский «Ювентус», где вскоре стал капитаном. Был одним из лучших защитников Серии A своего времени. Дважды становился чемпионом Италии в составе «Наполи» (1986/87, 1989/90), шесть раз выигрывал скудетто в составе «Ювентуса» (1994/95, 1996/97, 1997/98, 2001/02, 2002/03, 2004/05; последний титул аннулирован вследствие Кальчополи). Выиграл ряд международных клубных турниров: Лигу чемпионов (1995/96), Кубок УЕФА (1988/89), Суперкубок УЕФА (1996), Межконтинентальный кубок (1996).

## Карьера в сборной
За сборную Италии Чиро Феррара провел 49 матчей, но безоговорочным игроком основного состава не был. На чемпионате мира 1990, когда Италия финишировала третьей, и на Евро-2000, когда она завоевала «серебро», Феррара провёл только по одной игре. Одной из причин этого была сильная конкуренция среди игроков его амплуа: за место в основе Феррара приходилось бороться с Франко Барези, Алессандро Костакуртой, Мауро Тассотти, Пьетро Верховодом, Риккардо Ферри, Джузеппе Бергоми, Паоло Мальдини, а позднее — с Фабио Каннаваро и Алессандро Нестой. Феррару постоянно преследовали травмы. Накануне чемпионата мира 1998 года, будучи на пике формы, Феррара получил травму за несколько недель до открытия мундиаля, и вместо него на турнир взяли Каннаваро, с тех пор Феррара стал его дублёром.

## Тренерская карьера
На чемпионате мира 2006 он входил в тренерский штаб сборной, а по его окончании принял предложение «Ювентуса» и вместе с Джанлукой Пессото был тренером защитников клуба. После увольнения Клаудио Раньери в мае 2009 года стал главным тренером команды. После серии неудачных матчей Феррара был уволен. Последней игрой наставника Чиро на посту тренера «Юве» стал матч Кубка Италии с «Интером», проигранный со счётом 1:2. 22 октября 2010 года назначен на пост главного тренера молодёжной сборной Италии (U-21). Контракт подписан на 2 года. Летом 2012 года Чиро возглавил «Сампдорию», которая вернулась в Серию А. «Сампа» стартовала в чемпионате очень успешно, но потом последовал провал из семи поражений кряду. Ферраре так и не удалось выправить положение. Последней каплей, переполнившей чашу терпения руководства «Сампдории», стало поражение в 17-м туре чемпионата Италии от «Катании». «Блучеркьяти» открыли счет в матче, но не смогли удержать даже ничью — 1:3. Эта осечка стала для «Сампы» девятой в сезоне, что отбросило команду на 14-е место. После матча Чиро Феррара был отправлен в отставку.

## Достижения

### Клубные
- Чемпион Италии: 1986/87, 1989/90, 1994/95, 1996/97, 1997/98, 2001/02, 2002/03, 2004/05 (последний аннулирован в связи с Кальчополи)
- Обладатель Кубка Италии: 1986/87, 1994/95
- Обладатель Кубка УЕФА: 1988/89
- Обладатель Суперкубка Италии: 1990, 1995, 1997, 2002, 2003
- Победитель Лиги чемпионов: 1995/96
- Обладатель Суперкубка УЕФА: 1996
- Обладатель Межконтинентального кубка: 1996
- Обладатель Кубка Интертото: 1999

### Личные
- Входит в состав символической сборной Европы по версии ESM: 1996/97
- Лауреат премии Гаэтано Ширеа (2003)

## Награды
- Кавалер ордена «За заслуги перед Итальянской Республикой»: 30 сентября 1991[7]
- Офицер ордена «За заслуги перед Итальянской Республикой»: 12 июля 2000[8]